# Frontière entre la Louisiane et le Texas
La frontière entre le Texas et la Louisiane est une frontière intérieure des États-Unis délimitant les territoires du Texas à l'ouest et de la Louisiane à l'est.
Son tracé rectiligne suit d'abord le méridien 94° 2' 35 " longitude ouest qu'il parcourt jusqu'au 33e parallèle nord, jusqu'au fleuve Sabine dont elle descend le cours jusqu'au golfe du Mexique.
Cette limite fut établie par le Traité d'Adams-Onís signé en 1819 entre les États-Unis et l'Espagne, afin de démarquer la frontière avec la Nouvelle-Espagne (province des Nouvelles-Philippines).

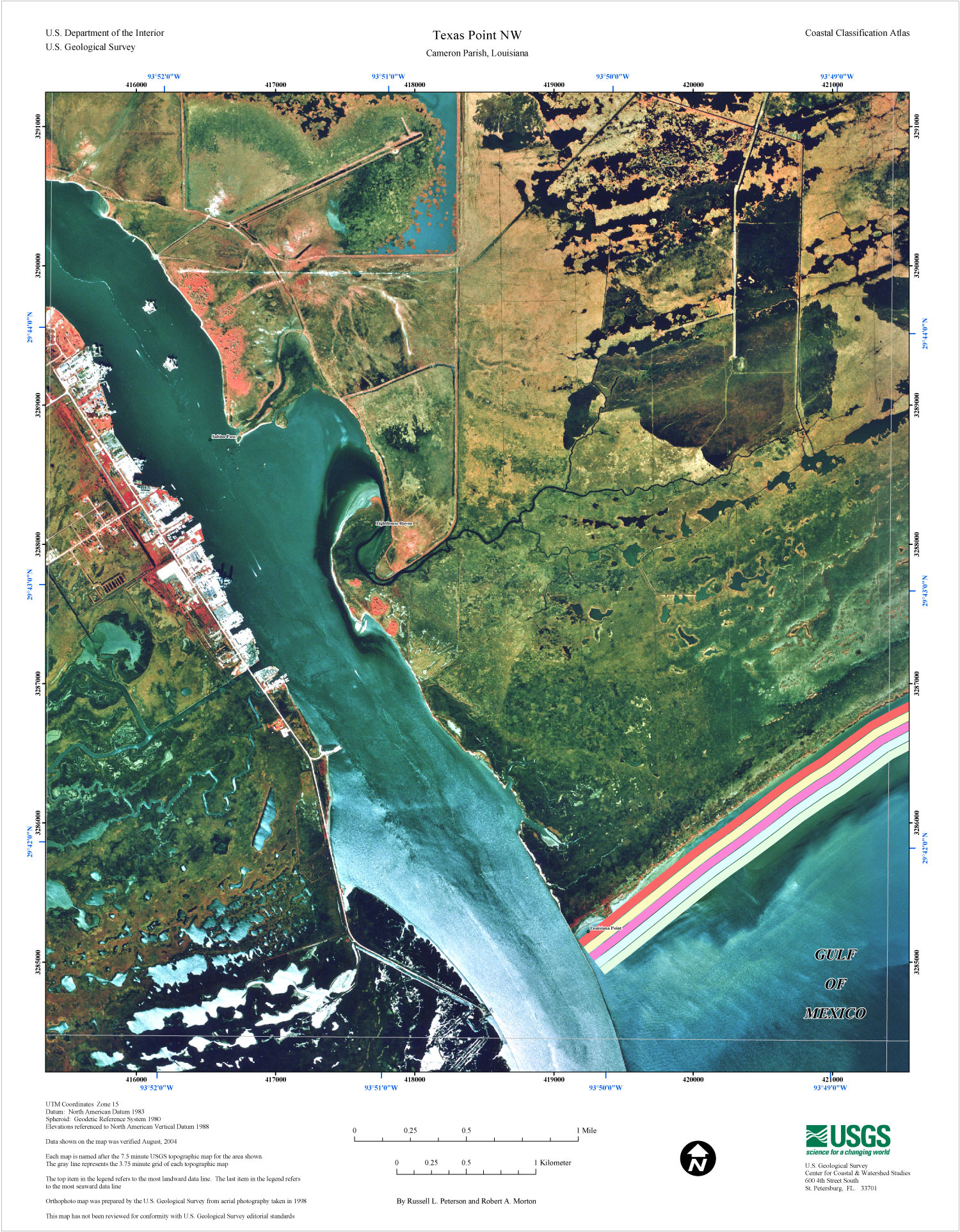
Embouchure du fleuve Sabine qui marque la frontière entre la Louisiane et le Texas